# Союз Серокрылых
«Союз Серокрылых» (яп. 灰羽連盟, Haibane Renmei, Хайбанэ Рэммэй) — додзинси и основанный на нём аниме-сериал Ёситоси Абэ, рассказывающий про девочку Ракку, очнувшуюся среди таких же, как и она, ангелоподобных существ в окружённом стеной городе Гли.
3 декабря 2008 года было объявлено о лицензировании сериала компанией Reanimedia под названием «Альянс Серокрылых», а 18 сентября 2009 года — о смене названия на «Союз Серокрылых». Также аниме было показано по телеканалу «2x2».
Слово «хайбанэ» (灰羽) образовано из кандзи 灰 (хай) — «пепел», «пепельный цвет» и 羽 (ханэ) — «перо», «крыло». Рэммэй (連盟) означает «союз», «альянс». Аниме также известно как «Федерация пепельнокрылых», «Союз серокрылых» или «Альянс серокрылых». Английский перевод названия — Charcoal Feather Federation, буквально — «Федерация угольнопёрых». В странах Юго-восточной Азии аниме транслировалось под франкоязычным названием Ailes grises — «Серые крылья».

## Сюжет
Девочка видит сон, в котором падает с большой высоты. Проснувшись, она обнаруживает себя в незнакомом доме, совершенно непомнящей ничего из своего прошлого, даже собственного имени. Её приветствуют другие обитательницы, живущие здесь уже давно. Все они — девочки примерно одного возраста с ней (разброс несколько лет), но с небольшими серыми крыльями за спиной и с нимбами над головами. От них она узнаёт, что появилась на свет, как и все присутствующие, из кокона, который образовался в одной из комнат дома. Поскольку никто из вновь появившихся не помнит своего прошлого, имена им даются по содержанию сна, виденного во время пребывания в коконе. Героиня получает имя Ракка («падающая»). Через некоторое время у неё прорезаются крылья, она получает нимб и начинает свою жизнь в этом мире, став одной из альянса серокрылых.
Аниме-сериал описывает жизнь Ракки в мире, куда она попала — городе, окружённом высокой стеной, за пределы которой запрещено выходить, в старом доме, где она появилась и где живут её новые подруги. Ракка общается с другими серокрылыми и с людьми, живущими в городе, помогает им, работает, подчиняется принятым правилам и ограничениям. Она пытается понять, кто она, почему она здесь находится, как устроен мир вокруг неё и что будет дальше.

## Персонажи
Серокрылые получают имена из снов, которые они видят, находясь в коконе (к детям, младокрылым, это не относится). По одной из гипотез, эти сны показывают, как умерли Серокрылые, однако ни в аниме, ни в манге об этом прямо не говорится. Кроме того, у каждого из Серокрылых есть и другое, «истинное» имя, обозначающее его судьбу, аналогичное по звучанию, но записанное другими кандзи. Это имя пишется на скрижалях, когда Серокрылый пройдёт испытание, то есть уйдет за стену (День Полёта, 6 серия). Имя на скрижалях записывается символами, воспроизводимыми языком жестов. Возможно, намёк на традицию писать на поминальных табличках вместо прижизненного имени — «дзокумэй», немое имя — «каймё» или законное — «хоммё».

### Обитатели Старого дома

Рэки и Ракка

Ракка (яп. ラッカ (落下) досл. «падающая») — первый год среди Серокрылых. Ракка — новенькая в Старом доме. Добрая, застенчивая и немного замкнутая девочка, в первые дни среди Серокрылых чувствует себя неуверенно. Нимб, который ей приготовила Хикари, не держится на своём месте над её головой, и его приходится закрепить проволокой, пока он не встанет как следует. Нимб постоянно собирает статическое электричество, и из-за этого волосы Ракки всё время взъерошены. Ракка старается помогать всем, постоянно убирается. Сочувствует окружающим, в том числе и животным. В своём сне она видела, как падала откуда-то с высоты, несмотря на усилия пытавшейся помочь ей вороны; отсюда и появилось её имя. Привязывается к новой жизни в Старом доме и не хочет покидать его, впадая от этой перспективы в уныние. Больше всех в Старом доме страдает, когда Куу покинула город.
Сэйю: Рё Хирохаси
Рэки (яп. レキ (礫) досл. «галька») — седьмой год среди Серокрылых. Хозяйка в Старом доме. Рэки присматривает за малышами и заботится о новичках. Она первая нашла кокон Ракки, и была рядом, когда та родилась. Рэки выглядит самой взрослой из обитателей Дома (хотя Нэму старше её). У неё постоянно сигарета во рту и взгляд, устремлённый куда-то вдаль. Рэки тяготится своим пребыванием в Старом доме. Любой ценой пытается выбраться из города. Раньше дружила с серокрылыми из заброшенной фабрики (южного убежища для таких же серокрылых). Оттуда у неё осталась подруга, с которой они постоянно ссорятся и друг, влюблённый в неё. Всем говорит, что в своём сне она шла по дороге, полной камней, одна, в темноте, и её имя буквально означает «галька», «камешек». Рэки родилась с чёрными перьями, что означало греховность. Но в чём именно заключался её грех, она не знала. Пыталась вспомнить свой сон. Когда она нашла кокон Ракки, первым делом она заключила пари, что если всегда будет рядом с этой девочкой, то обязательно перелетит через стену. Пари сбылось, хотя не совсем так, как она думала. При жизни её много предавали, поэтому она перестала доверять людям. Вспомнить сон Рэки помогает табличка с истинным её именем, которую ей передаёт Ракка от переговорщика из храма. Надпись на табличке: «Разрезанная». Рэки вспоминает, что в своём сне она шла по шпалам и погибла от поезда — самоубийца, проклятая. Избавиться от греха ей помогает Ракка. В конце Рэки покидает город, как все серокрылые, перелетев через стену.
Сэйю: Дзюнко Нода
Куу (яп. クウ (空) досл. «небо») — самая молодая среди Серокрылых Старого дома (не считая малышей, которые значительно младше неё). Весёлая и деятельная, похожа на мальчика. Получила своё имя из-за того, что во сне, в коконе, парила в облаках. Появившись в Старом доме, постоянно переживала из-за того, что оказалась самой маленькой, и пыталась подражать старшим: купила себе куртку большого размера, в итоге пришлось отдать её Ракке; пробовала ездить на мопеде Рэки, но врезалась в столб; надела очки Хикари и навернулась с лестницы. После появления Ракки подружилась с ней, с удовольствием помогая новой подруге осваиваться в городе. Через некоторое время покинула город; после этого события Ракка впервые узнала, что жизнь Серокрылого в городе однажды завершается: он перелетает через стену, оставив свой нимб, и уже никогда не возвращается. Куу ушла первой, потому что хотела, чтобы другие последовали её примеру.
Сэйю: Акико Ядзима
Кана (яп. カナ (河魚) досл. «речная рыба») — девушка чуть старше Ракки, очень активная, во всём склонная к резким, порывистым действиям. Постоянно бегает, гоняет на велосипеде с максимально возможной скоростью. Не умеет шить, но любит возиться с механизмами. Своим поведением очень напоминает мальчика. Работает в городе в часовой мастерской. Мастер внешне строг с Каной, но в действительности очень привязан к ней. Во сне Кана плывёт в реке, как рыба.
Сэйю: Эри Миядзима
Хикари (яп. ヒカリ (光) досл. «свет») — девушка, на вид примерно одного возраста с Каной, светловолосая, носит очки. Спокойная, аккуратная, постоянно хлопочет по хозяйству. Работает в городе, в пекарне, откуда приносит малышам Старого дома пирожные и булочки. С помощью специальной формы делает нимбы для новоприбывших, однажды принесла форму для нимбов в пекарню, после этого пекари стали готовить бублики. Это остаётся маленькой шалостью Хикари. Во сне видела свет.
Сэйю: Фумико Орикаса
Нэму (яп. ネム (眠) досл. «сонная») — самая старшая из Серокрылых Старого дома. В городе уже давно, дольше, чем Рэки. Имя получила потому, что во сне в коконе она спала, и вообще, очень любит поспать. Постоянно ссорилась с Рэки, когда жила с ней в одной комнате. Работает в библиотеке, сама постоянно читает. Говорит, что прочла все книги в библиотеке, пытаясь узнать, как устроен мир, откуда он появился и что находится за стеной.
Сэйю: Кадзуса Мураи
Курамори (яп. クラモリ (暗森) досл. «тёмный лес») — известна только по воспоминаниям Рэки и Нэму. Время появления в городе не указывается. Много занималась с малышами, заботясь о Рэки, когда та только появилась в Старом доме. Покинула город пять лет назад, будучи уже практически взрослой.
Сэйю: Ая Хисакава

### Обитатели заброшенной фабрики
Хёко (яп. ヒョウコ (氷湖) досл. «ледяное озеро») — парень из заброшенной фабрики. Влюблён в Рэки и не хотел, чтобы она их покидала, но понял свою ошибку, узнав, что дальнейшее пребывание Рэки в городе грозит ей смертью. Пару лет назад пытался вбить в Стену города опоры, чтобы Рэки выбралась по ней. Чуть не умер тогда, его спасла Рэки, но с тех пор Рэки нельзя идти в южную часть города, а ему — в северную. Внешне часто ссорится с Рэки.
Сэйю: Тихиро Судзуки
Мидори (яп. ミドリ (緑) досл. «зелёная») — подруга Рэки из заброшенной фабрики. Они часто ссорятся после того, как Хёко чуть не погиб из-за Рэки. Упряма, как и Рэки, поэтому они и помирились только перед уходом Рэки из гнезда. Она вместе с Хёко нашла Рэки плачущей из-за того, что Курамори покинула город, они помогали ей забыть, что она — проклятый серокрыл, один раз даже покрасили её крылья в жёлтый цвет.
Сэйю: Манаби Мидзуно
Дай (яп. ダイ (大) досл. «большой»)
Сэйю: Кумико Хига

### Другие персонажи
Васи (яп. ワシ (話師) досл. «почитаемый оратор», «связующий»; в официальном переводе аниме используется вариант «переговорщик») — пожилой серокрылый, живущий в святилище вдали от города. Его прямыми обязанностями является общение с «Плащами» — людьми, приходящими в город из-за Стены, причём никому кроме него этого делать нельзя. Из-за этого пользуется большим авторитетом в городе Гли, поскольку «Плащи» доставляют в город вещи, которые иначе не достать. По сути является главой Союза Серокрылых, в чьи обязанности входит в том числе наказывать членов Союза за нарушение правил, и именно он в своё время запретил Рэки ходить в южную часть города. В аниме и манге выступает как своего рода проводник, объясняющий Ракке особенности существования Серокрылых. Постоянно носит чепец, странного вида маску и накрыльники, не имеет нимба.
Сэйю: Тамио Оки

## Додзинси и манга
- «Haibane Renmei — Charcoal Feather Federation» (1998)
- «The Haibanes of Old Home Chapter 1» (2001)
- «The Haibanes of Old Home Chapter 2» (2002)
- «Haibane Lifestyle Diary» (2002)
- «The Haibanes of Old Home Extra Edition» (2002)

После съёмок сериала началось издание манги, составленной из кадров аниме.

## Список серий
| №  | Название                                                                                              | Дата оригинального показа |
| -- | --- | ------------------------- |
| 01 | Кокон — Сон о падении с неба — Старый Дом (繭 — 空を落ちる夢 — オールドホーム)                        | 9.10.2002                 |
| 02 | Город и стена — Плащи — Союз Серокрылых (街と壁 — トーガ — 灰羽連盟)                                  | 23.10.2002                |
| 03 | Храм — Переговорщик — Булочки (寺院 — 話師 — パンケーキ)                                              | 6.11.2002                 |
| 04 | День мусора — Часовая башня — Птицы, которые летают за стену (ゴミの日 — 時計塔 — 壁を越える鳥)       | 13.11.2002                |
| 05 | Библиотека — Заброшенная фабрика — Рождение мира (図書館 — 廃工場 — 世界のはじまり)                   | 20.11.2002                |
| 06 | Конец лета — Дождь — Утрата (夏の終わり — 雨 — 喪失)                                                  | 27.11.2002                |
| 07 | Шрам — Болезнь — Приход зимы (傷跡 — 病 — 冬の到来)                                                   | 27.11.2002                |
| 08 | Птица (鳥)                                                                                            | 4.12.2002                 |
| 09 | Колодец — Возвращение к жизни — Загадка (井戸 — 再生 — 謎掛け)                                        | 4.12.2002                 |
| 10 | Курамори — Серокрылые с заброшенной фабрики — Работа Ракки (クラモリ — 廃工場の灰羽達 — ラッカの仕事) | 11.12.2002                |
| 11 | Разлука — Тьма в сердце — То, что ничем не заменишь (別離 — 心の闇 — かけがえのないもの)              | 11.12.2002                |
| 12 | Орешки-колокольчики — Фестиваль проводов года — Примирение (鈴の実 — 過ぎ越しの祭 — 融和)             | 18.12.2002                |
| 13 | Мир Рэки — Молитва — Последняя глава (レキの世界 — 祈り — 終章)                                       | 18.12.2002                |

## Музыка
| №   | Название                         | Длительность |
| --- | -------------------------------- | ------------ |
| 1.  | «Refrain of Memory»              | 4:07         |
| 2.  | «Free Bird»                      | 2:31         |
| 3.  | «Toga»                           | 2:49         |
| 4.  | «Breath of a germ»               | 2:20         |
| 5.  | «Starting of the world»          | 2:04         |
| 6.  | «A little plate's Rondo»         | 2:17         |
| 7.  | «Silent Wonderland ~REM sleep~»  | 2:23         |
| 8.  | «Song of Dream, Words of Bubble» | 2:13         |
| 9.  | «Rustle»                         | 2:51         |
| 10. | «Shadow of Sorrow»               | 2:42         |
| 11. | «Blight»                         | 3:11         |
| 12. | «Wondering»                      | 4:01         |
| 13. | «Fading»                         | 2:33         |
| 14. | «Ripples by the drop»            | 2:07         |
| 15. | «Someday, Lasting, Serenade»     | 2:13         |
| 16. | «LOVE WILL LIGHT THE WAY»        | 5:14         |
| 17. | «Ethereal Remains»               | 2:23         |
| 18. | «Blue Flow TV edit»              | 1:27         |
| 19. | «Ailes Grises»                   | 2:39         |

Музыка и аранжировка, фортепиано: Ко Отани (кроме 12 — музыка и аранжировка: Масуми Сакауэ, стихи: Донна Берк и 18), струнные: Масацугу Синодзаки, гитара: Масахиро Итами, контрабас: Кэндзи Такамицу (16), барабаны: Суити «Ponta» Мураками (16), перкуссия: Мидори Такада, кена: Такаси Асахи, арфа: Томоюки Асакава, мандолина: Хидэки Вати, кельтская арфа, мандолина и музыкальная подвеска: Масуми Сакауэ (12), свист: Такаси Ясуи (12), клавиши: Юко Сёдзи (12), ирландская волынка: Таканори Утино (12), аккордеон: Фумихико Кадзама, губная гармоника: Дзё Сакимото, вокал: Julianne (16), Донна Берк (12), хор: Himawari Kids. Запись и сведение: Тосиюки Ёсида, Хироси Осако (12) — MIT Studio, STUDIO GREENBIRD и Victor Studio, мастеринг: Хироси Кавасаки.
Музыкальное оформление сериала, созданное Ко Отани в духе музыки барокко, дополненной джазом и кельтской музыкой, было положительно оценено критикой: обозреватель Джонатан Мэйз утверждает, что «…саундтрек значительно превосходит музыку практически всех телевизионных сериалов».
Открывающая композиция:
- «Free Bird»

Исполняет: Ко Отани
Закрывающая композиция:
- «Blue Flow»

Исполняет: Heart of Air, музыка и аранжировка: Масуми Ито, стихи: Аки Хата

## Выпуск на видео
Аниме впервые появилось в 2003 году на 5 DVD в Японии от Pioneer LDC. За ним последовало американское издание 2005 года — Haibane Renmei: Complete Series на 4 дисках: New Feathers, Wings of Sorrow, Free Bird и Day of Flight. Видео представлено в формате 1,85:1 (анаморфном), а звук в Dolby Digital 2.0 и PCM. Мастерство аниматоров выглядит более свободно, чем в большинстве аниме-релизов за предыдущие 10 лет. Обложки хорошо представляют сериал. Визуальные дефекты отсутствуют. Лучше сделана японская звуковая дорожка. Динамический диапазон ярко выражен. К дискам прилагался 16-страничный цветной буклет, в котором раскрывались терминология, главные герои и обстановка с информацией от продюсера. Дополнительные материалы также включали интервью с Ёситоси Абэ, где он подробно рассказывает о создании «Союза Серокрылых», галерею изображений, видео опенинга и эндинга, короткометражку Hane Haeterun, трейлеры, превью Geneon Entertainment. В коллекционную версию помещались pencil board — подкладки под бумагу для рисования или письма.
В 2010 и 2015 годах были выпущены японские Blu-ray. Однако 1080i является результатом апскейлинга. Оригинал создавался в 480p. То есть, ни соотношение 1,78:1 (16:9), ни звук LPCM 2.0 улучшениями не являются. Изображение дёргается при скроллинге, также присутствует растяжение по вертикали и деформация горизонтальных линий. Кадровая частота DVD составляла 29,9700. В данном случае оказалось 23,976 — отсутствует каждый 5-й кадр (20 %). Причина в том, что студия Radix Ace Entertainment закрылась в 2006 году, а исходные материалы утрачены.
Британское издание MVM Entertainment 2022 года на Blu-ray также не внушает оптимизма: качество анимации низкое, издатель просто увеличил разрешение оригинального DVD, поэтому многие кадры выглядят размытыми. По звуку выигрывает только английский дубляж (Венди Ли, Стефани Шех). Дополнения те же, что и раньше. Anime UK News пишет, что тем, кто не является большим поклонником сериала или никогда не смотрел его, не стоит обновлять свои диски. Сайт оценил релиз на 6 из 10 баллов.

## Отзывы и критика
Ёситоси Абэ в интервью сказал, что на самом деле это был эксперимент. Он начал рисовать мангу, не думая и не планируя, что делать дальше. Когда его попросили снять аниме, готовыми оказались только 16 страниц додзинси. Абэ понятия не имел, чем всё закончится. Продюсер Ясуюки Уэда ответил: «Хорошо!». Пришлось очень много работать, чтобы придумать сюжет. Финальный сценарий представили с выходом на экран 7 серии. «Союз Серокрылых» — фэнтези, поэтому у него соответствующая палитра. Больше всего проработаны Ракка и Рэки. Автор почти уверен, что в иных условиях, выпусти тогда он мангу целиком, конец не станет таким же.
Crunchyroll в статье из двух частей отметил, что «Союз Серокрылых» был одним из первых представителей жанра иясикэй, исцеляющего аудиторию от проблем повседневной жизни. В отличие от Non Non Biyori, действие происходит в уникальной интерпретации Чистилища. Дело не в том, что продюсер Уэда мгновенно увидел шедевр в додзинси, а скорее в интригующей концепции, которую можно было развить в телесериале. Несмотря на сходство с ангелами и христианством, Абэ заявлял, что проект являлся скорее эстетическим, чем религиозным. В отличие от других художников в индустрии, он не испытывал особого интереса к аниме. Возможно, это стало самой загадочной концептуальной работой автора, который поощрял поклонников делать собственные выводы и находить другой смысл. Даже с учётом цифровой обработки Radix и устаревшей компьютерной графики, сериал выглядит на удивление хорошо. В итоге вышла одна из самых ярких и заставляющих задуматься историй. Борис Иванов включил «Союз Серокрылых» в список 25 лучших японских мультсериалов.
Джонатан Клементс и Хелен Маккарти в энциклопедии написали, что манга является основой для странного, медленного аниме, с очень небольшим действием и тонкой манипуляцией эмоциями. Абэ утверждал, что вдохновение пришло к нему из окружённого высокими стенами города в романе Харуки Мураками «Страна Чудес без тормозов и Конец Света», а тема мимолётной судьбы из рассказа Кэндзи Миядзавы «Ночь на галактической железной дороге», фильма Хирокадзу Корээды «После жизни» и сериала Yuta and His Wondrous Friends (1974). Сюжет создаётся атмосферой на грани мечты, а не событием. Возможностей для интерпретации достаточно: потребность контролировать неизвестное, ограничения жизни, бесцельность существующих правил и постепенное подчинение любопытства апатии. «Союз Серокрылых» — это сожаление о бессмысленности существования в ожидании спасения — легендой, зрелостью или смертью, но точно не самоопределением.
Сьюзан Напьер в своём исследовании указала, что Ёситоси Абэ продолжил исследовать проблемы памяти, взаимоотношений и смерти. «Союз Серокрылых» — история о взрослении, с очень мрачным и в то же время более вдохновляющим поворотом. Ракка действительно созревает после субъективного восприятия нового мира, но болезненной ценой. В отличие от обычного фэнтези, крылья не позволяют их обладателю летать, и нимбы не предлагают никаких сверхъестественных преимуществ. Напротив, жизнь Серокрылых кажется удивительно прозаичной. С романом Мураками есть разница, поскольку главные герои аниме — девушки и всё заканчивается уходом, «Днём полёта». Старый дом и город могут считаться формой Чистилища, но его обитатели способны покинуть это место, если искупят свои грехи. Следовательно, сёдзё исчезают дважды. Первый раз — смерть в реальном мире, отсылка на самоубийства среди японской молодёжи. Второй — торжественно, в сияющем свете, после преодоления первоначального ужаса, с намёком на апофеоз.
Журнал «АнимеГид» обратил внимание на то, что «Союз Серокрылых» только кажется доброй сказкой в пастельных тонах. Это тяжёлая, трагическая, драматически сильная вещь. Аниме уникальное и выбивается из всех классификаций. Сериал культовый в хорошем смысле слова, потому что он светлый, полный загадок, символов и таинственных персонажей. В чём смысл их коротких жизней под надзором организации, кем они были раньше и станут потом, направляясь в неизвестность? Ответ изложен в форме школьной комедии и притчи. Серокрылые в Союз как раз не входят. В официальной «Белой книге» существует парадоксальное определение: возможно, нет никакого главы, как нет и самого Союза Серокрылых, а есть только система взаимоотношений, носившая это название. Место, где обитает Переговорщик, — храм. Получается безличная система, которая помогает выйти из порочного «круга греха». Если Бог даёт шанс на искупление тем, кто оступился, не вынеся жестокости мира, то Союз Серокрылых и есть любовь. И каждый человек — её часть, все немного серокрылые.
The Anime Review подчеркнул: даже когда сериал одобряют критики, нет гарантии, что он станет хитом. Известно, что сценарий от Ёситоси Абэ был интригующим. Но шумного обсуждения не вышло — потому что «Союз Серокрылых» тихий, задумчивый, медленный, без единого робота. В нём больше тайн, чем ответов. Это мягкая, притягивающая частица солнечного света, в котором есть и радость, и грусть. Отчасти такое связано с прекрасным саундтреком, опенинг и эндинг задают тон. Христианство здесь проявляется в искуплении и принятии, преодолении страхов и грехов прошлого и осознании прощения. Уникальность заключается в тонкости их подачи. В конечном счёте, всё может выглядеть как история об ангелах, но на самом деле она о людях, метафора человеческого существования. Трогательная работа, вышедшая за пределы мира анимации.
THEM Anime разместил два обзора, поскольку это представляло трудную задачу для авторов и первый был написан до выхода DVD в регионе 1. Философию сериала довольно сложно понять, в нём много разговорных сцен. Не стоит ждать быстрого и яростного боевика, здесь не Cowboy Bebop или InuYasha, а драма о человеческих взаимоотношениях. История рассказывается с точки зрения Ракки, через неё открываются уникальные, интересные персонажи. Первая часть относительно беззаботная, но по мере того, как Ракка начинает осваиваться, она спрашивает, кто такие Серокрылые, откуда те взялись и в какое место уходят. Такие вопросы постоянно поднимаются и достигают кульминации в конце. Это определённо имеет отношение к людям, которые хотят узнать собственное происхождение — как они стали такими, какими являются? Художественное исполнение хорошее, в целом анимация размытая, чтобы создать сюрреалистическое ощущение. Связь с религией не так глубока и сложна, как думается. Есть ссылки на Бога как создателя мира, чувства верующих не оскорбляются. Персонажи сталкиваются с такими болезненными ситуациями, как ответственность, сожаление и потеря, которые лучше всего понимают зрители постарше, пережившие аналогичные вещи. Хотя общее впечатление очень лёгкое и оптимистичное. Музыка Ко Отани изящная. «Союзу Серокрылых» следует отдать должное — одному из лучших аниме. Рекомендуется смотревшим NieA 7 и «Эксперименты Лэйн».